# Esbjerg Handelsskole
Esbjerg Handelsskole (fork. EHS) er en dansk handelsskole beliggende i Esbjerg. Skolen har ca. 1.400 elever og studerende og er dermed Syd- og Vestjyllands største handelsskole. 
Skolen blev grundlagt 17. november 1890 og havde dengang blot 7 elever. 
Skolen udbyder bl.a. HHX, HG samt de korte videregående uddannelser administrationsøkonom, finansøkonom, markedsføringsøkonom, multimediedesigner og datamatiker, ligesom skolen har efter- og videreuddannelsesforløb.
Den 4. maj 2010 offentliggjorde Esbjerg Handelsskole planerne om en fremtidig fusion med Esbjerg Statsskole. Fusionen skal skabe et nyt supergymnasium og det er planen, at Statsskolens elever i 2012 skal flyttes ud på Handelsskolen, som så udvides med 5000 m3. Statsskolens gamle bygninger i Svendsgade skal så efter planen overtages af hg-eleverne fra Handelsskolen.